# 336 (số)
336 (ba trăm ba mươi sáu) là một số tự nhiên ngay sau 335 và ngay trước 337.